# UNIFIL
Временни сили на ООН в Ливан или UNIFIL (от англ. United Nations Interim Force In Lebanon) са военни части на ООН, разположени в Ливан. UNIFIL е създаден с решение на Съвета за сигурност на ООН на 19 март 1978 г. за подпомагане изтеглянето на израелските сили от Ливан, възстановяване на мира и сигурността и подкрепа на Ливанското правителство при възстановяване на правомощията си. Първите сили на UNIFL пристигат в региона на 23 март 1978, като тези военни групи са пренасочени от други мироопазващи мисии на ООН в региона. По време на окупацията функцията на UNIFIL е главно да оказва хуманителна помощ. Мандатът на UNIFIL се подновява от Съвета за сигурност на ООН ежегодно. Настоящият мандат изтича на 31 август 2013 г.

## Цели
UNIFIL е натоварен с постигането на следните цели:
- оттегляне на израелските сили от Ливан
- възстановяване на международния мир и сигурност
- да съдейства на правителството на Ливан да възстанови авторитета си

## Ливанската гражданска война
На 2 януари 1982 г. двама ганайски войници, охрана на UNIFIL операцията, са нападнати от неизвестни лица и един от войниците е прострелян и впоследствие умира.
Вследствие на кризата през юли/август 2006, Съвета за сигурност на ООН увеличава силите и мандата, изпълнявайки наблюдение за прекратяване на враждебните действия, подкрепа на Ливанските въоръжени сили и тяхното разгръщане на юг от Ливан, както и увеличаване на подкрепата за изпълението на хуманитарните сили и достъпа до тях от цивилното население.
За първи път от създаването на тези сили през 2006 година, освен сухопътен компонент са включени и военноморски сили. Първоначално военноморския компонент се командва от Италия, след това управлението е предадено на Германия.

## Участващи страни
| Държава                 | Изпратени войски (приблизително) |
| ----------------------- | -------------------------------- |
| Бангладеш               | 325                              |
| Беларус                 | 3                                |
| Белгия                  | 394                              |
| Бразилия                | 239                              |
| Бруней                  | 100                              |
| България                | 160                              |
| Гана                    | 650                              |
| Германия                | 1000                             |
| Гърция                  | 176 – 196                        |
| Дания                   | 140                              |
| Ел Салвадор             | 52                               |
| Индия                   | 850                              |
| Индонезия               | 1455                             |
| Ирландия                | 450                              |
| Испания                 | 1500                             |
| Италия                  | 2500                             |
| Катар                   | 250                              |
| Малайзия                | 360                              |
| Народна Република Китай | 1000                             |
| Непал                   | 850                              |
| Норвегия                | 100                              |
| Португалия              | 140                              |
| Русия                   | 400                              |
| Словакия                | 6                                |
| Словения                | 14                               |
| Сърбия                  | 41                               |
| Турция                  | 495                              |
| Унгария                 | 4                                |
| Финландия               | 250                              |
| Франция                 | 2000                             |
| Холандия                | 150                              |
| Швеция                  | 40                               |
| Шри Ланка               | 150                              |
| Южна Корея              | 350                              |
| ОБЩО                    | 13 817                           |

## Ръководство

### Командири на силите
| Начало            | Край             | Име                        | Държава   |
| ----------------- | ---------------- | -------------------------- | --------- |
| март 1978         | февруари 1981    | Емануел А. Ерскин          | Гана      |
| февруари 1981     | май 1986         | Уилям О`Калаган            | Ирландия  |
| юни 1986          | юни 1988         | Густав Хаглунд             | Финландия |
| юли 1988          | февруари 1993    | Ларс Ерик Уолгрен          | Швеция    |
| февруари 1993     | февруари 1995    | Тронд Фурухолде            | Норвегия  |
| април 1995        | 1 октомври 1997  | Станислав Францизек Уозник | Полша     |
| февруари 1997     | септември 1999   | Джиодже Коноси Коронте     | Фиджи     |
| 30 септември 1999 | 1 декември 1999  | Джеймс Сринан              | Ирландия  |
| 16 ноември 1999   | 15 май 2001      | Сет Кофи Обенг             | Гана      |
| 15 май 2001       | 17 август 2001   | Ганесан Атманатан          | Индия     |
| 17 август 2001    | 17 февруари 2004 | Лалит Мохан Теуари         | Индия     |
| 17 август 2004    | 2 февруари 2007  | Алейн Пелегрини            | Франция   |
| 2 февруари 2007   | 28 януари 2010   | Клаудио Грациано           | Италия    |
| 28 януари 2010    | 28 януари 2012   | Алберто Асарта Куавас      | Испания   |
| 28 януари 2012    | -                | Паоло Сера                 | Италия    |

## Нещастия
Жертвите наброяват над 250 души от следните народности:
- Белгия – 4
- Фиджи – 35
- Финландия – 11
- Франция – 30
- Гана – 29
- Индия – 2
- Иран – 1
- Ирландия – 47
- Италия – 6
- Ливан – 6
- Малайзия – 1
- Непал – 25
- Холандия – 9
- Нигерия – 10
- Норвегия – 21
- Филипините – 1
- Полша – 7
- Сенегал – 16
- Испания – 7
- Швеция – 7
- Великобритания – 3

Република България участва във военноморския компонент на мисия UNIFIL през 2006 година с фрегата Дръзки с екипаж 160 души.